# Myrcia caracasana
Myrcia caracasana är en myrtenväxtart som först beskrevs av Otto Karl Berg, och fick sitt nu gällande namn av Johann Friedrich Klotzsch och Otto Karl Berg. Myrcia caracasana ingår i släktet Myrcia och familjen myrtenväxter.
Artens utbredningsområde är Venezuela. Inga underarter finns listade i Catalogue of Life.